# Freitag der 13. – Ein neuer Anfang
Freitag der 13. – Ein neuer Anfang (Originaltitel: Friday the 13th: A New Beginning) ist ein US-amerikanischer Horrorfilm aus dem Jahr 1985 von Danny Steinmann. Der Film ist der fünfte Teil der Horrorfilm-Serie Freitag der 13.

## Handlung
Tommy Jarvis, der überlebende Junge aus dem letzten Teil, läuft bei prasselndem Regen durch den Wald zum Grab von Jason Voorhees. Zwei junge Männer mit Schaufeln machen sich daran, den toten Mörder auszugraben. Sie werden jedoch von dem im Grab Liegenden ermordet, der dann auf den verängstigten Tommy zuläuft, der alles beobachtet hat.
Der ältere Tommy erwacht aus diesem Traum in einem Auto, das ihn zu einer Gruppentherapie in eine Anstalt für Heranwachsende bringt. Bald gibt es auch dort den ersten Toten: Nachdem eines Tages der aggressive Victor beim Holzhacken ausrastet und seinen Mitbewohner Joey mit einer Axt erschlägt, werden immer mehr ermordete Menschen in der Nähe des Heimes gefunden. Als ein maskierter Killer eines Nachts im Heim auftaucht und beginnt, die Bewohner einen nach dem anderen zu ermorden, stellt sich Tommy die Frage, ob Jason tatsächlich zurück ist. Die Betreuerin Pam, der kleine dunkelhäutige Reggie und Tommy entkommen dem Serienmörder und fliehen in die Scheune des Heimes, dort kommt es auf dem Dachboden zu einem erbitterten Kampf. Sie schaffen es, den Täter von oben aus der Öffnung zu stoßen. Er landet in den Stahldornen einer Egge, die unten am Boden liegt. Als sie die Eishockeymaske neben ihm liegen sehen, erkennen sie den wahren Mörder: es ist Roy, ein Sanitäter, der am Tatort seinen eigenen Sohn (Joey) in den Leichensack stecken musste. Tommy landet im Krankenhaus, wo er sich von diesem Trauma erholen soll. Als er Jasons Trugbild vor sich sieht, holt er die Eishockeymaske aus der Schublade und nimmt sich ein Messer. Als kurz darauf Pam ins Zimmer kommt, um nach ihm zu sehen, steht Tommy mit aufgesetzter Maske und erhobenem Messer hinter ihr.

## Hintergrund
Nachdem Jason sein „letztes Kapitel“ bestritten hatte, entschloss man sich, der Serie mit einem neuen Konzept zu neuem Leben zu verhelfen. Fortan sollte die Serie um Freitag der 13. in jedem Film einen neuen Täter hervorbringen. Dies wurde von Fans der Serie jedoch nicht gut aufgenommen, weshalb Jason im darauffolgenden Film wieder die Hauptrolle spielt.

## Synchronisation
| Rolle              | Schauspieler           | Synchronsprecher      |
| ------------------ | ---------------------- | --------------------- |
| Pam Roberts        | Melanie Kinnaman       | Katrin Schaake        |
| Tommy Jarvis       | John Shepherd          | Rainer Schmitt        |
| Reggie             | Shavar Ross            | Christian Stark       |
| Dr. Matthew Letter | Richard Young          | Andreas von der Meden |
| Sheriff Cal Tucker | Marco St. John         | Rolf Jülich           |
| Robin              | Juliette Cummins       | Claudia Schermutzki   |
| Ethel Hubbard      | Carol Locatell         | Micaëla Kreißler      |
| Eddie              | John Robert Dixon      | Michael Harck         |
| Jake               | Jerry Pavlon           | Sascha Draeger        |
| Duke               | Caskey Swaim           | Klaus-Peter Kaehler   |
| Vinnie             | Anthony Barrile        | Fabian Harloff        |
| Joey               | Dominick Brascia       | Jens Wawrczeck        |
| Violet             | Tiffany Helm           | Marion von Stengel    |
| Anita              | Jere Fields            | Carolin van Bergen    |
| Bürgermeister Cobb | Ric Mancini            | Horst Stark           |
| Demon              | Miguel A. Nunez Junior | Lutz Schnell          |
| Lana               | Rebecca Wood           | Heidi Berndt          |
| Junior Hubbard     | Ron Sloan              | Wolfgang Jürgen       |
| Les                | Curtis Conaway         | Stefan Brönneke       |
| Jason Voorhees     | Tom Morga              | stumm                 |

## Kritiken
Nicht nur die Resonanz der Kritiker auf Rotten Tomatoes fiel mit einer Wertung von 18 % schlechter aus als noch beim vorherigen Teil, vor allem die Bewertungen der Nutzer in der Internet Movie Database von nur mehr 4,8 von 10 möglichen Punkten zeugen von deutlich geringerer Begeisterung der Fans.
Das Lexikon des internationalen Films schrieb, die „bestialischen“ Morde werden vom Film „genüßlich-horrorhaft ausgespielt“.

## Sonstiges
- Corey Feldman sollte eigentlich seine Rolle aus dem letzten Teil fortführen, doch er war zu dieser Zeit damit beschäftigt, Die Goonies zu drehen. Er erscheint nur als Cameo.
- Der Film spielte in den USA 21 Millionen US-Dollar ein.[4]
- Die Maske, die Jason trägt, wenn er vom Sanitäter Roy verkörpert wird, ist eine andere als die, die Jason trägt, wenn Tommy ihn halluziniert bzw. von ihm träumt. Die Maske von Roy hat zwei blaue Streifen, während die andere der aus den vorherigen Filmen entspricht (mit einem roten, auf dem Kopf stehenden Dreieck zwischen den Augen und einem Einschnitt auf der linken oberen Seite). Eine dritte Version der Maske, mit anderen Atmungslöchern und ohne Aufdruck, ist auf dem Filmplakat zu sehen. Diese Maske fand in den Filmen allerdings nie Verwendung.[6]
- Der Film wurde im September 2009 von der Bundesprüfstelle für jugendgefährdende Medien von der Liste der jugendgefährdenden Medien gestrichen.
- Nach der Listenstreichung wurde er von der FSK ab 16 Jahren freigegeben.[7]